# Orquestra de Cleveland
L'Orquestra de Cleveland és una orquestra estatunidenca fundada el 1918 amb seu a Cleveland (Ohio). Va ser fundada el 1918 per Adella Prentiss Hughes, amb Nikolai Sokoloff com a primer director d'orquestra principal. Artur Rodziski, Erich Leinsdorf, George Szell, Pierre Rodi, Lorin Maazel i Christoph von Dohnanyi el van succeir al capdavant de l'orquestra que actualment és dirigida per Franz Welser-Möst.
Durant la temporada estival, l'orquestra actua al Blossom Music Center de Cuyahoga Falls (una altra ciutat d'Ohio). La resta de l'any, ho fa al Severance Hall de Cleveland que acull els seus concerts, llevat que l'orquestra sigui de gira a través dels Estats Units o a l'estranger.
De les Big Five orquestres dels Estats Units, és considerada com la més europea. Sovint és considerada una de les millors orquestres del món. Entre els comentaris tenim:
- Gener de 1994: La revista Time la considera "El millor conjunt del país".
- Desembre de 1994: Va ser considerada entre les deu millors orquestres del món al llibre japonès, Sekai no Okesutora 123 (Les Orquestres).[1]
- Febrer de 2005: The New Yorker va proclamar l'orquestra "la millor als Estats Units".iure el segle següent.

## Directors musicals
- Franz Welser-Möst (2002–)
- Christoph von Dohnányi (1984–2002)
- Lorin Maazel (1972–1982)
- Pierre Boulez (1970–1972) (Conseller musical)
- George Szell (1946–1970)
- Erich Leinsdorf (1943–1944)
- Artur Rodziński (1933–1943)
- Nikolai Sokoloff (1918–1933)